# Curl (Programmiersprache)
Curl ist eine Multiparadigmen-Programmiersprache, die entwickelt wurde, um bessere Internetanwendungen schreiben zu können. Es fließen Elemente aus Markupsprache, Skript- und objektorientierter Sprache ein.
Curl wird seit 1995 entwickelt. Die erste öffentliche Version erschien im Jahr 2000. Inzwischen liegt Curl in der Version 8.0.13 vor und wird von den Mitarbeitern der Firma Curl, Inc. weiterentwickelt. Curl, Inc. ist eine hundertprozentige Tochtergesellschaft des japanischen Unternehmens Sumisho Computer Systems.
Curl-Anwendungen gehören in der Regel zur Gruppe der Rich Internet Applications. Anwendungen, die direkt aus dem Internet geladen oder lokal installiert wurden, werden in der gleichen sicheren Sandbox ausgeführt. Sie können online oder offline ausgeführt werden.
Es wird ein Plug-In (Curl Surge RTE) benötigt, das auf der Webseite des Herstellers zum Herunterladen zur Verfügung gestellt wird. Außerdem stellt das Unternehmen einen Curl-Editor (Curl Surge Lab IDE) für die Programmierung zur Verfügung, der eine umfangreiche Dokumentation in englischer Sprache enthält.
Curl ist nicht zu verwechseln mit dem gleichnamigen cURL, einem Download-Manager.